# Tractor
Tractor (в переводе с англ. — «Трактор») — британская прог-рок группа из города Рочдейл. Основана в 1966 году гитаристом и вокалистом Джимом Милном и барабанщиком Стивом Клэйтоном под названием «The Way We Live». Группа была одним из первых экспериментаторов в области музыкальной технологии, много экспериментировала со звуком и с методами звукозаписи.

## История
В 1966 году в одной из школ английского города Рочдейл была организована группа «The Way We Live». В состав ансамбля входили Джим Милн (гитара, вокал), Стив Клэйтон (ударные), Майкл Бэтш (бас) и Алан Бурже (вокал). Вскоре Бурже и Бэтш покинули группу, а третьим участником становится менеджер и звукоинженер Джон Брайерли. Втроём музыканты много работают в студии и экспериментируют со звуком.
Результатом работы стала демозапись, которая была отправлена диджею «BBC Radio One» Джону Пилу, владельцу лейбла Dandelion Records. Полученная плёнка так понравилась представителю Dandelion Records Клайву Селвуду, что уже в течение нескольких дней был подписан контракт. Музыканты прибыли в Лондон для записи дебютного альбома. Он получил название «A Candle for Judith» и был записан всего за пару дней. В январе 1971 года пластинка уже появилась в продаже, вызвав положительную критику в прессе, например, «Time Out» назвал его «полным глубины и эклектики, широким в жанровом аспекте». Тем не менее альбом не стал коммерчески успешным и не добился успехов в чартах.
Руководство Dandelion Records решило продолжить работу, поменяв название группы на Tractor. Первым релизом под этой вывеской стал макси-сингл «Stoney Glory», на котором кроме заглавной композиции были записаны «Marie» и «As You Say».

Стив Клэйтон

В 1972 году музыканты возвращаются в Рочдэйл и записывают там альбом, названный просто «Tractor». Диск также получил хорошие отклики и фигурировал в некоторых чартах. К концу 1973-го достиг вершины коммерческого успеха — 19-й позиции в хит-параде «Радио Люксембург» (оставив позади «The Magician's Birthday» Uriah Heep) и 30-й позиции в списке наиболее продаваемых альбомов, публикуемом Virgin Records. В том же году команда начала концертную деятельность. Публика восторженно встречала коллектив, ставя их в один ряд с наиболее влиятельными группами прогрессивной сцены того времени — Can, Pink Floyd, Hawkwind. С последними Tractor играл совместный концерт во время гастролей Hawkwind в Рочдейле.
В 1974 году вспыхнул конфликт между Милном и Брайерли, по-разному видевших будущее музыки Tractor. В итоге Брайерли уходит из группы, а обязанности звукоинженера теперь выполняет вернувшийся в группу Алан Бурже. Вскоре начались проблемы с лейблом — сингл «Roll the Dice», сделанный с уклоном в рэгги, разочаровал руководство Dandelion Records и Tractor остались без контракта. К 1975 году ансамбль прекращает всякую активность.

Джим Милн

В 1976 году музыканты собираются снова, а менеджером группы становится Крис Хьюитт. Группа основывает фирму «Tractor Music», обладавшую студией и репетиционным залом. Для организации концертной деятельности был расширен состав — Дэйв Эддисон стал бас-гитаристом. Группа активно гастролирует по всевозможным клубам, барам и залам. После фестиваля «Deeply Vale Free Festival», в котором участвовал «Tractor» Стив Клэйтон решает «завязать» с музыкой. На его место временно приходит Брент Уитуорт.
В 1977 году Клэйтон возвращается и группа продолжает концертную деятельность в прежнем составе. В том же году музыканты помирились с Джоном Брайерли, который записал, спродюсировал и финансировал выпуск их нового сингла «No More Rock’n’Roll», вышедшим тиражом в 600 экземпляров.
Два следующих года Tractor практически бездействовали. Милн играл в местных командах, Эддисон уехал за границу. Группа активизировалась в 1980 году, пополнив состав клавишником Тони Крэбтри они провели большое турне, а потом выпустили сингл «Average Mans Hero».
В 1981 году Дэйв Эддисон и Тони Крэбтри покидают группу. На их места приходят бас-гитарист Киран Мискела и клавишник Дэйв Голдберг. В 80-х команда гастролирует мало и вскоре прекращает своё существование.
В начале 90-х в Германии были переизданы на компакт-диске альбомы «Tractor» и «A Candle for Judith» (как «The Way We Live»).
В 1991 году выходит диск «Worst Enemies», содержащий песни, написанные для третьего студийного альбома группы, который так и не вышел из-за разрыва контракта с Dandelion Records.
В 1992 году издаётся сборник «Original Masters» на который вошли записи 1970 года песен, которые позже вошли в альбом «A Candle for Judith», а также ранее не издававшиеся треки и концертные записи.
В 1998 году ранее не издававшиеся песни вышли на диске «Before, During and After the Dandelion Years, Through to Deeply Vale and Beyond».
Дуэт Милна и Клэйтона снова начал выступать в 2001 году. В 2002 году состоялось выступление на Гластонберийском фестивале, а в 2003 на фестивале Кентербери.
В 2010 году песни «Angle» и «King Dick II» вошли в саундтрек к фильму Гарика Сукачёва «Дом Солнца», снятого по мотивам повести Ивана Охлобыстина «Дом восходящего солнца».
В 2012 году выходит в свет юбилейное издание «The Road From Townhead Mill» на двух виниловых пластинках. В комплект так же входит версия альбома на компакт-диске. Кроме хорошо известных поклонникам группы песен, на пластинку вошли несколько не изданных ранее композиций.

## Участники группы
- Джим Милн — гитара, вокал, бас-гитара (1966—1983)
- Стив Клэйтон — барабаны, бас-гитара (1966—1976, 1977—1983)
- Алан Бурже — вокал (1966), звукоинженер (1974—1977)
- Майкл Бэтш — бас-гитара (1966)
- Дэйв Эддисон — бас-гитара (1976—1981)
- Брент Уитуорт — барабаны (1976—1977)
- Тони Крэбтри — клавишные (1980—1981)
- Киран Мискелла — бас-гитара (1981—1983)
- Дэйв Голдберг — клавишные (1981—1983)
- Джон Брайерли — менеджер (1966—1974), звукоинженер (1966—1974, 1977—1983)
- Крис Хьюитт — менеджер (1976—1983)

## Дискография

### Студийные альбомы
- 1971 — A Candle for Judith (The Way We Live)
- 1972 — Tractor

### Синглы
- 1971 — King Dick II (The Way We Live)
- 1972 — Stoney Glory / Marie / As You Say
- 1974 — Roll The Dice
- 1977 — No More Rock’n’Roll
- 1981 — Average Man’s Hero

### Прочие релизы
- 1991 — Worst Enemies
- 1992 — Original Masters (The Way We Live / Tractor)
- 1998 — Before, During and After the Dandelion Years, Through to Deeply Vale and Beyond
- 1999 — Steve’s Hungarian Novel (The Way We Live / Tractor)
- 2012 — The Road From Townhead Mill
- 2013 — The Art Of Being Steve Clayton